# Casa de la Música de Mataró
La Casa de la Música de Mataró (también con la denominación 'Casa de la Música Popular' los primeros años) es un proyecto públicoprivado de dinamización de la música en Mataró creado en mayo del 2005 por la cooperativa sin afán de lucro Visualsonora y el Instituto Catalán de las Empresas Culturales (Generalidad de Cataluña) y el Ayuntamiento de Mataró. La Casa de la Música de Mataró forma parte de la Xarxa de Cases de la Música, formada por la Casa de la Música de la Hospitalet, la Casa de la Música de Terrassa, la Casa de la Música de Manresa y la Casa de la Música del Gironés.

## Formación
La Casa de la Música desarrolla los primeros años un programa de colaboración con las asociaciones de padres y madres de diferentes escuelas de Mataró. Bajo el lema "música para todo el mundo" impulsa diferentes actividades como por ejemplo sesiones de primer contacto con un instrumento, clases magistrales, talleres de DJ o de rape en catalán. Con la creación de la Escola Municipal de Música de Mataró el curso 2009-10, la actividad formativa de la Casa de la Música se va reduciendo hasta la actualidad que programa talleres como la Tribukada, batucada con músicos con diversidad funcional (actividad coordinada con el Taller de Idees) y mujer apoyo a la actividad de las diferentes escuelas de música de la ciudad (sobre todo con la cesión gratuita de Sala Clap para hacer audiciones).

## Creación
La creación es otros de los ejes del proyecto. En este sentido la Casa de la Música impulsa la inserción de los grupos locales nuevos en el mercado musical con servicios como el asesoramiento a grupos y músicos, las becas de la Xarxa de Cases de la Música de apoyo a la creación, las residencias a la Sala Clap de Mataró o la cesión y alquiler de locales de ensayo. También a lo largo de estos años ha ayudado en la grabación y la edición de diferentes discos a través de un sello discográfico propio, un servicio creado para que los artistas y los grupos locales se puedan autoeditar sus copias en formato CD y puedan subir sus temas a los canales y plataformas de distribución digital. Este sello es heredero de Clap Recuerdos y La Col Recuerdos. 

## Exhibición
El primer concierto que organiza la Casa de la Música de Mataró es el marzo de 2005 con Nacho Mastretta y el grupo de jazz Fasto 3. El punto de partida en Mataró en el ámbito de la exhibición en aquel momento es el de una sociedad en la cual la música en vivo tiene graves carencias: de entrada los creadores hierven de talento pero no tienen herramientas para ponerlas en práctica. Por otro lado la música en vivo se vive como algo extraordinario o de consumo muy esporádico, algo que no formaba parte de la vida cotidiana de la mayoría de los ciudadanos.
Es por eso que la programación musical pasa a ser otro eje fundamental de la actividad de la Casa de la Música de Mataró programando conciertos de todo tipos de estilos y dinamizando diferentes espacios (Sala Clap, Teatre Monumental, Casal Nova Aliança, entre otros recintos; así como espacios al aire libre).
La Casa de la Música también impulsa diferentes ciclos de conciertos y festivales a lo largo del año. Destacan el Cruïlla de Cultures de Mataró (2005 a 2009) y el Músiques Tranquil·les (2006 a la actualidad).
La Casa de la Música a lo largo de estos años ha programado artistas de primer nivel y de estilos tan varios cómo The Wailers, Manu Chao, Manel, De Callaos, los Pedos o Roger Mas.

## Participación y dinamización
Otra manera de hacer accesible la música a todo el mundo es ayudando las iniciativas musicales que surgen de la sociedad o potenciando de nuevas como la creación de la coral GospelSons, la batucada para personas con diversidad funcional Tribukada o la Big Band Jazz Maresme. Asesoramiento a asociaciones de vecinos, cesión de material técnico de sonido y luces, participación en las fiestas populares de la ciudad (Las Santas, Verbena de San Juan, Carnestoltes, Fiesta de Sant Jordi...) son algunos ejemplos de las acciones que se llevan a cabo desde la Casa de la Música.
Iniciativas con el apoyo o impulsadas desde la Casa de la Música de Mataró:
- El Discconcert se hace el segundo domingo de mes con la colaboración del Taller de Ideas.[22]
- Las Jazz Clap son jam sesiones de jazz que organiza la Asociació Jazz Maresme el tercer jueves de mes.[23]
- Coro GospelsSons, creado en 2005 gracias a un proyecto de Casa de la Música de Mataró.[24]
- Tribukada, taller de percusión con personas con diversidad funcional organizado con el Taller de Idees.[25]
- Big Band Jazz Maresme, fundada en 2005 de una iniciativa de la Casa de la Música de Mataró.[26]

## Comunicación
La difusión de las actividades programadas es otro puntal de la actuación de la Casa de la Música, así como el impulso de herramientas y el apoyo a plataformas para la promoción de grupos y músicos locales. En este sentido, se han realizado diferentes acciones como la creación de una emisora de radio, CLAP FM (actualmente inactiva), o las colaboraciones con el programa "El Radiocassette" de Mataró Radio; entre otros.